# Lützelseifen
Lützelseifen ist ein Ortsteil von Morsbach im Oberbergischen Kreis im südlichen Nordrhein-Westfalen innerhalb des Regierungsbezirks Köln.

## Lage und Beschreibung
In ländlicher, waldreicher Umgebung liegt Lützelseifen am südlichsten Zipfel des Oberbergischen Kreises. Die Städte Gummersbach (38 km), Siegen (35 km) sowie Köln (75 km) sind in kurzer Zeit mit dem Auto zu erreichen.
Benachbarte Ortsteile sind Korseifen im Norden, Kappenstein im Norden, Oberwarnsbach im Süden, und Ellingen im Westen. 

## Geschichte

### Erstnennung
1580 wurde der Ort das erste Mal urkundlich erwähnt, und zwar „Zwei bergische Feuerstätten werden in den Hoenerzetteln genannt.“ 
Die Schreibweise der Erstnennung war Im Lutzeltz Seiffen.